# クサビベラ
クサビベラ (Choerodon anchorago) は、ベラ科に属す海水魚の1種。熱帯の浅い海に生息し、体側の楔形模様が最大の特徴。

## 分布
日本国内では、小笠原諸島、奄美大島以南の琉球列島に分布する。
国外では、台湾、東沙諸島、香港、東インド洋～西太平洋。

## 形態
全長は40cm程度。胸鰭後方の体側に白または黄色の楔形の斑紋がある。これが名前の由来。尾柄の上半分に鞍状の白色斑がある。雌雄の色彩の違いはほとんどなく、雌や若い個体ほど、臀鰭が黄色い。腹側は白色、上唇より上の体側は、黒色や、青色、紺色、緑色等の有色。
幼魚は薄い赤褐色の体に白い格子模様がある。シロクラベラの幼魚は色彩と体形がクサビベラの幼魚によく似るが、シロクラベラには格子模様はない。
若魚は腹鰭後方から背鰭まで広がり横帯状。

## 生態
サンゴ礁域の浅い砂礫底や藻場に生息する。パラオでは、藻類が付いて焦げ茶色に染まった枝状のサンゴ礫が多いところで見られる。一方、石垣島では、主に藻場に見られ、藻場周辺の大きな岩のそばや、浅いサンゴ地帯でも見られる。幼魚は小さなものほど内湾を好み水深1mほどの浅い水域で見られる。

## ギャラリー

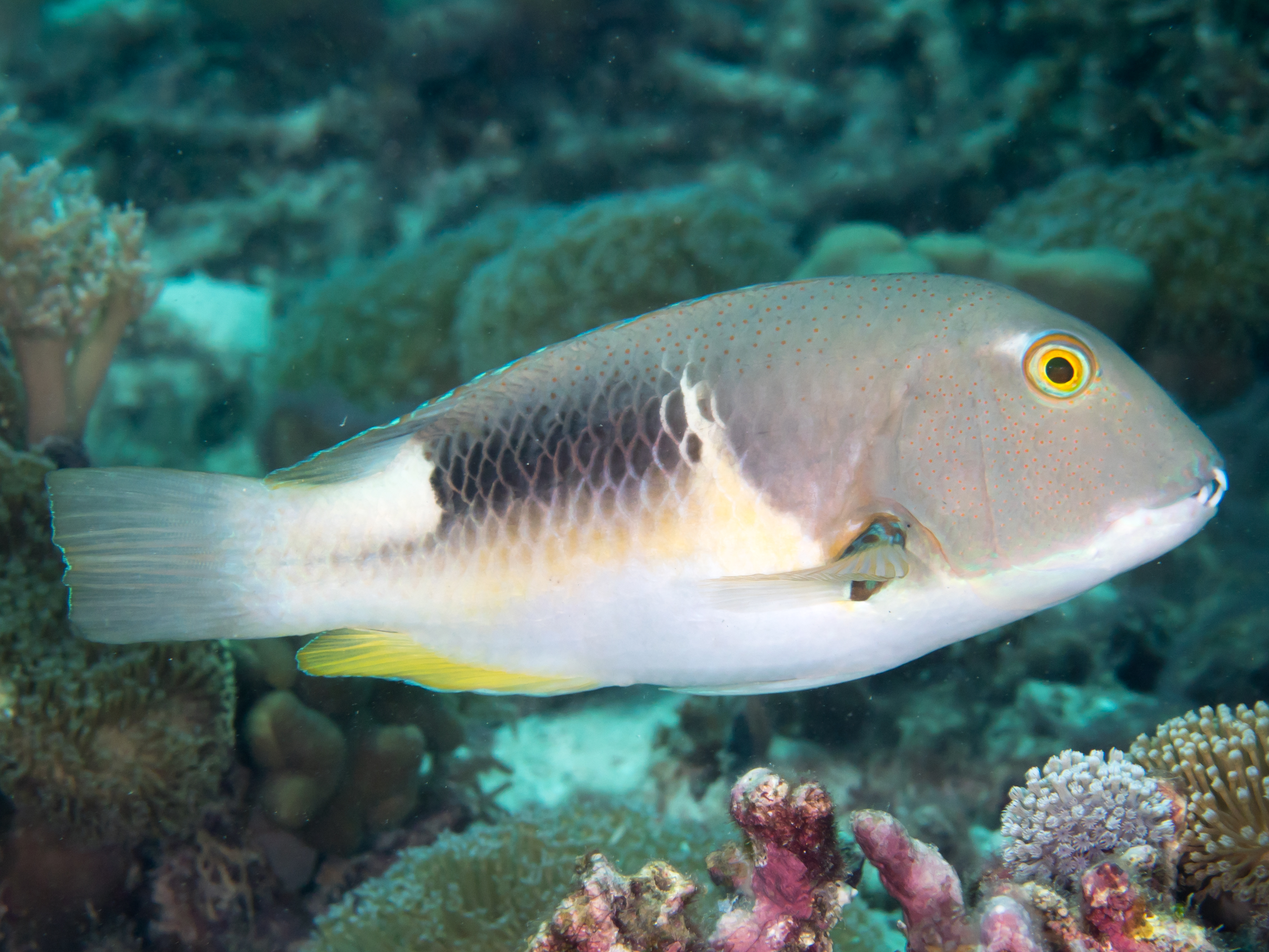
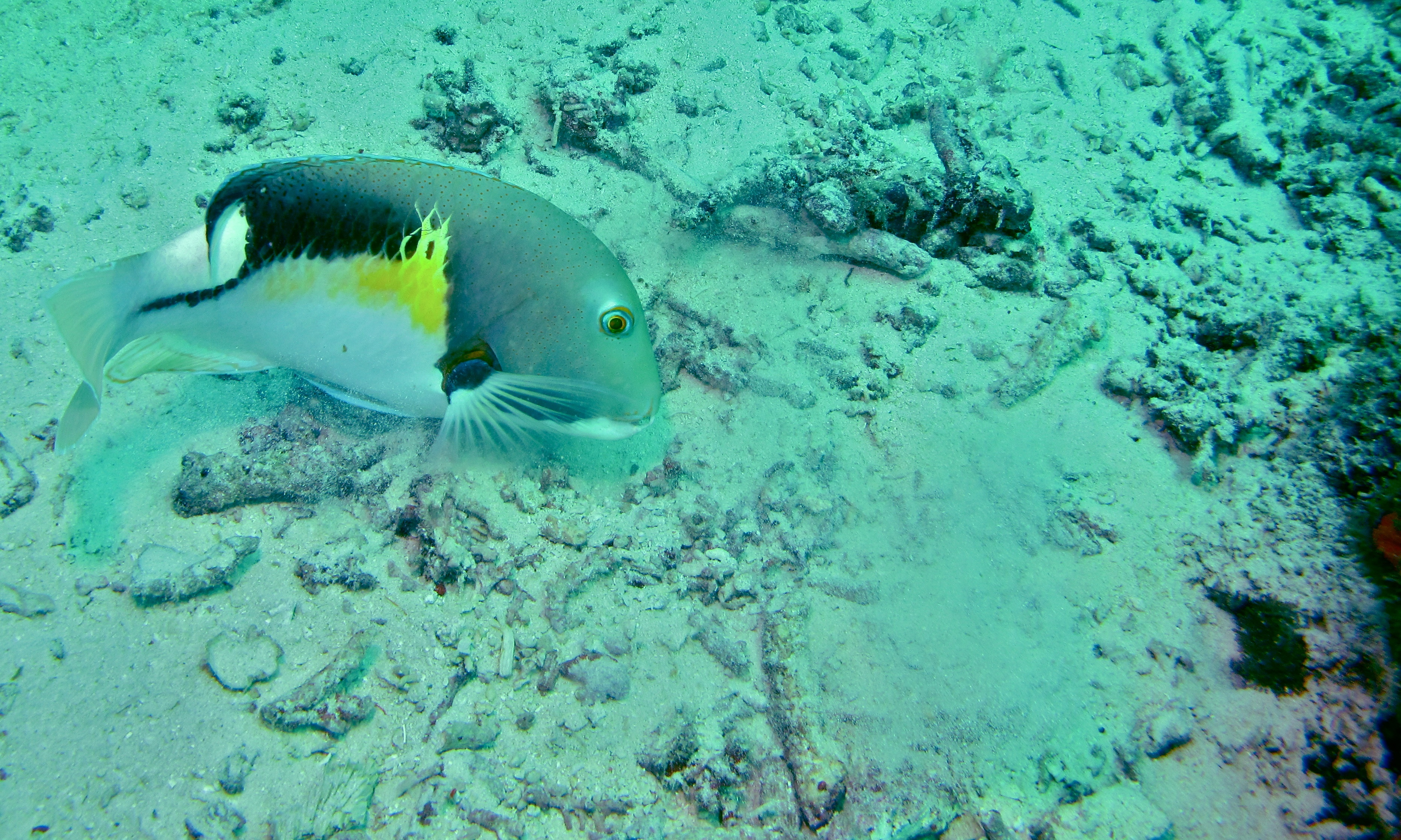
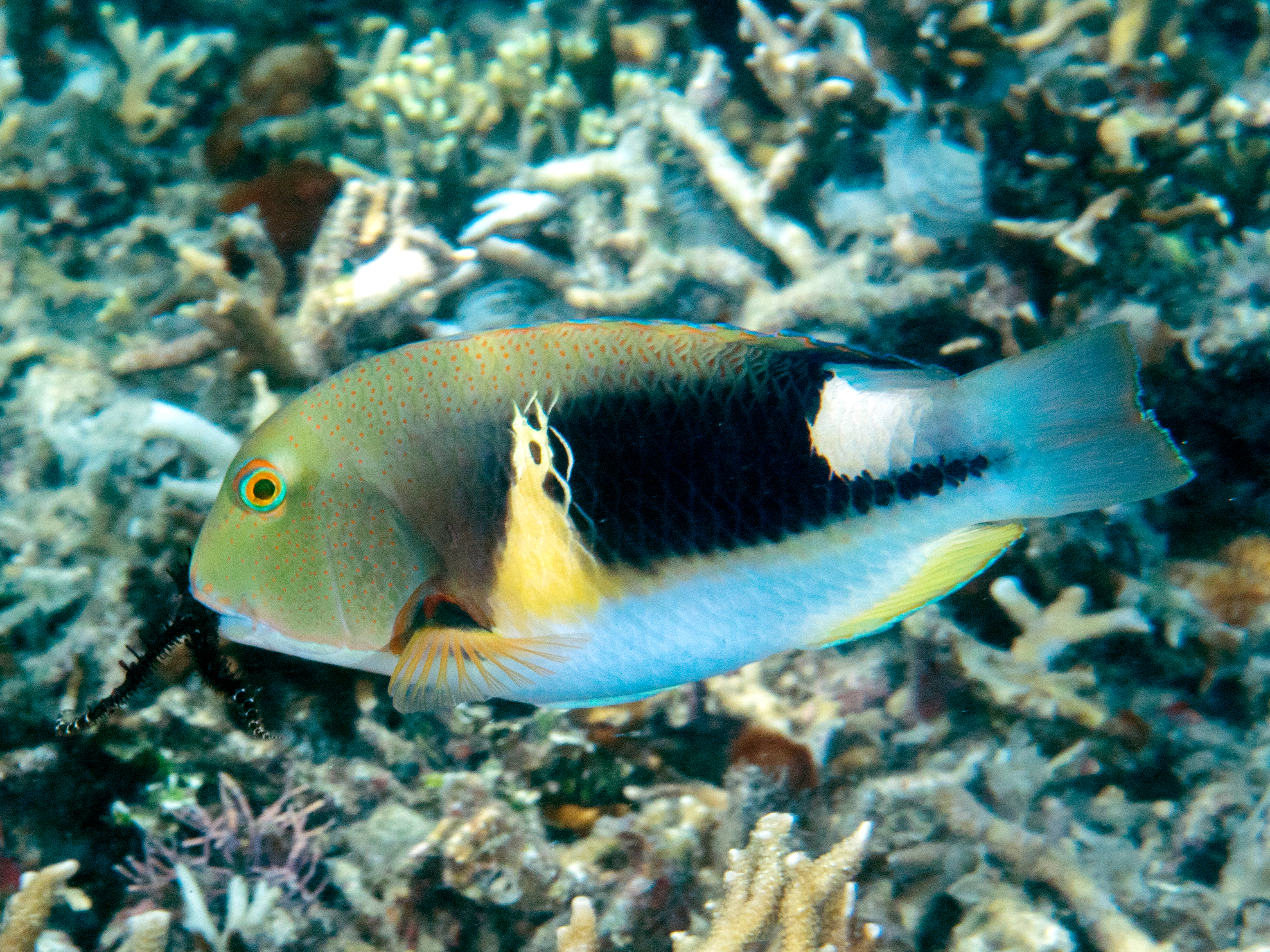
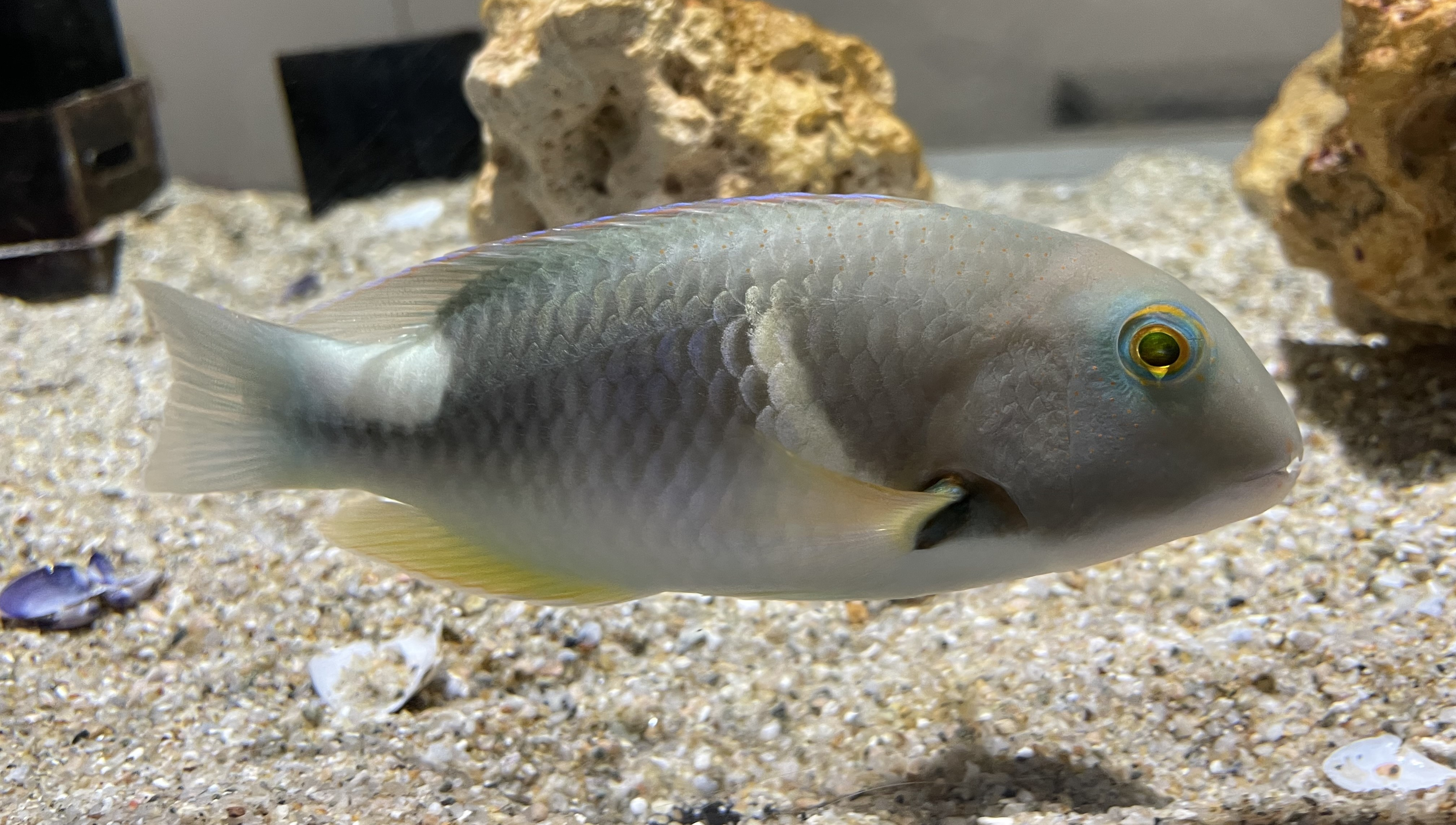

## 利用
棲息地では食用魚、観賞魚として利用される。